# 具托大鹅膏菌
具托大鵝膏菌（學名：Amanita velosa），俗稱春天鵝膏菌（springtime amanita）和甘苦參半的橙色無環鵝膏菌（bittersweet orange ringless amanita），是屬於鵝膏菌屬的一種真菌品種，分佈於美國西岸和墨西哥西岸。

## 描述和分類

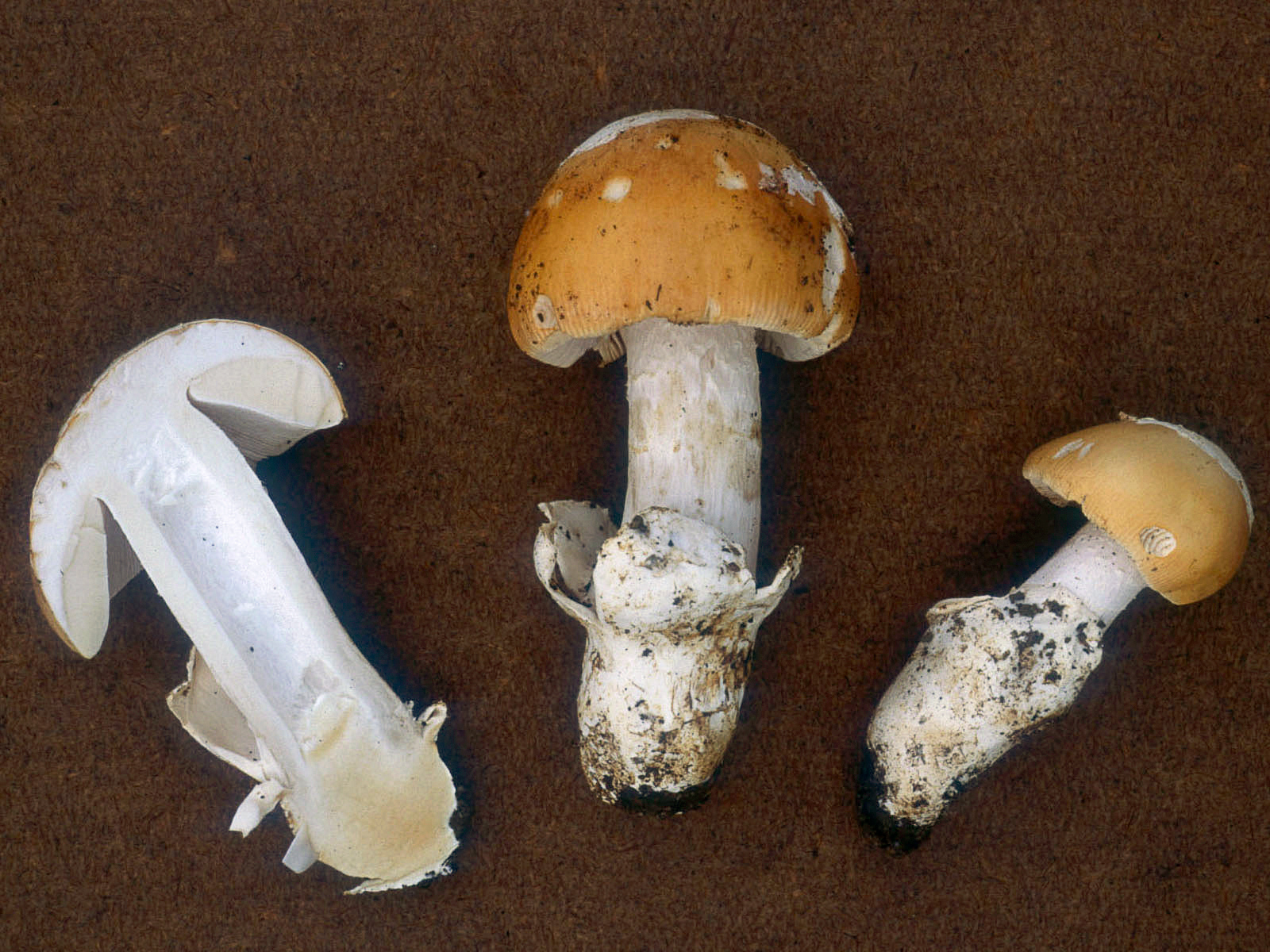
剖開具托大鵝膏菌

具托大鵝膏菌是屬於鹅膏菌科下的鵝膏菌屬。與同屬的其他品種相似，這種菌的特徵在於缺乏菌環、條紋狀的菌蓋邊緣、覆蓋著厚菌傘膜殘餘物的菌傘，菌托，菌蓋、非澱粉狀蛋白孢子、以及缺乏鵝膏菌特有的毒素，如毒傘肽和鹅膏蕈氨酸。這種菌並沒有殼頂，菌蓋有著較短的皮紋，且年輕時著色為突出的淡橙色至淡鮭色，因此易於辨認。其顏色會隨著年齡逐漸變成褐色。少數具托大鵝膏菌的顏色為白色。與同屬的其他品種相似，這種菌的菌褶為白色。但是一，其顏色偶爾會是獨特的粉紅色或橙色。在年齡較大的標本中，其氣味會是刺鼻的腥臭。

## 生境
具托大鵝膏菌主要在一年裡的隆冬至春季期間出現，並且部份會持續至雨季。這種菌的最佳生境為橡樹林與草原之間的交錯帶，並會在年輕的橡樹上以外生菌根的形式生長。
雖然這個品種主要來自加利福尼亞州、俄勒岡州和下加利福尼亞州的沿海地區，它也會在美國內華達山脈的杨树林和松柏林之間出現。另外，位於東美國的大煙山國家公園雲杉林中，亦曾有出現這種菌的報告。

## 可食性和識別
具托大鵝膏菌是一種優秀的食用物種，並具有獨特的甜味或堅果味。然而，食用前必須經過仔細的鑑識。這是因為致命的赭鵝膏和毒鵝膏均會在同一時間、同一地點與具托大鵝膏菌一起出現，且它們的外貌較為相近。儘管如此，赭鵝膏和毒鵝膏與具托大鵝膏菌仍然有不少不同之處。赭鵝膏和毒鵝膏均擁有完整的菌傘膜、袋狀菌托、菌環、非條紋狀的菌蓋邊緣、以及顏色相異的菌蓋。但是，部份不同之處會隨著子實體老化而消失，導致要識別它們較為困難。因此，部份專家並不建議食用野生的具托大鵝膏菌。

## 外部連結
- 具托大鵝膏菌 （页面存档备份，存于）
- 蘑菇觀察員：具托大鵝膏菌